# قرار مجلس الأمن التابع للأمم المتحدة رقم 293
اعتّمد قرار مجلس الأمن التابع للأمم المتحدة رقم 293 بالإجماع في 26 مايو 1971، بعد التأكيد على القرارات السابقة بشأن هذا الموضوع، ومشيراً إلى التطورات المشجعة الأخيرة، مدّد المجلس ولاية قوة الأمم المتحدة لحفظ السلام في قبرص لفترة أخرى، تنتهي في 15 ديسمبر 1971. كما دعا المجلس الأطراف المعنية مباشرة إلى مواصلة العمل بأقصى درجات ضبط النفس والتعاون الكامل مع قوة حفظ السلام.